# عبد الله بن الجد
عبد الله بن الجد بن قيس بن صخر الخزرجي الأنصاري صحابي جليل من قبيلة الخزرج من الأنصار شهد مع النبي محمد ﷺ غزوة بدر وغزوة أحد.